# Лэлли, Джо
Джо Лэлли (англ. Joe Lally; род. 3 декабря 1963, Мэриленд, США) — американский бас-гитарист, участник группы Fugazi.

## Биография

### Fugazi
Джо Лэлли вместе с Яном МакКеем основал Fugazi в 1987 году и оставался басистом группы до момента начала их «неограниченного отпуска» в 2003.

### Tolotta Records
Лэлли руководил лейблом Tolotta Records (записи распространялись через Dischord Records), который был активен с 1994 года до 2001. На лейбле были выпущены записи таких коллективов, как Dead Meadow, Spirit Caravan, Stinking Lizaveta и Orthrelm.

### Сайд проекты
В начале 2002, Лэлли присоединился к бывшим участникам группы Frodus в рамках группы The Black Sea, позже переименованной в Decahedron. Они успели выпустить один долгоиграющий и один мини-альбом до того, как Лэлли покинул проект. Также играл с Джоном Фрушанте и Джошем Клингоффером в группе Ataxia, выпустившей два альбома: Automatic Writing (2004) и AW II (2007).

### Сольные работы
В 2006, Лэлли начал играть сольные шоу. Музыкант использовал бас-гитару и едва заметный аккомпанемент лэптопа. Накопленный материал потом был выпущен в виде первого сольного альбома Джо под названием There to Here, который был выпущен осенью 2006. В записи приняли участие Джерри Бушер, Ян Маккей, Эми Фарина, Гай Пиччиотто, Скотт Уэйнрих и множество других музыкантов вашингтонской сцены.
В 2007 он путешествовал по США с филадельфийской группой Capillary Action и The Melvins и по Европе и Японии с итальянской группой Zu. Второй его сольный альбом Nothing Is Underrated, был выпущен в ноябре 2007 года.
Лэлли выпустил третий альбом, озаглавленный Why Should I Get Used To It в апреле 2011.

## Личная жизнь
До 2015 Джо с его женой и дочерью жили в Риме, Италия, пока не вернулись обратно в Вашингтон.

## Оборудование

### Бас гитары
- Music Man Stingray — основной инструмент Лэлли в период участия в Fugazi — 4-струнный бас 1976, чёрный Ernie Ball Music Man Stingray с палисандровым грифом. Ему также принадлежат две других, идентичных этой, бас гитары и ещё один чёрный Stingray с кленовым грифом. Именно этот бас звучит во вступлении к «Waiting Room» с альбома 13 Songs.
- Fender Jazz Bass — Лэлли приобрел белоснежный Jazz Bass в период записи Red Medicine, чтобы записывать те партии, где Stingray не справлялся. Этот бас также часто использовался во время тура, посвященному записи End Hits.
- Höfner 500/1 — основной бас Джо на данный момент

### Усилители
- Ampeg SVT-8x10E
- Ampeg SVTCL 300 Watt
- Gallien Krueger 800RB
- Tech 21 SansAmp Bass Driver DI

## Дискография
- There to Here (2006)
- Nothing Is Underrated (2007)